# Alberto Marcellin
Alberto Marcellin (* 10. April 1920 in Laval di Pragelato (TO), Italien) ist ein ehemaliger italienischer Skirennläufer. Er gehörte von 1937 bis 1953 der italienischen Skinationalmannschaft an. 1937 und 1946 wurde er italienischer Meister in der Abfahrt.

## Biografie
Der ausgebildete Skilehrer errang 1937 mit dem Gewinn des italienischen Meistertitels auf der Grödener Selvapiste einen ersten großen Erfolg. Im Jahr darauf belegte er beim Lauberhornrennen den vierten Platz im Slalom.  
An Alpinen Skiweltmeisterschaften nahm er zweimal teil: bei den Weltmeisterschaften 1939 in Zakopane wurde er als bester italienischer Läufer Zehnter in der Kombination. In der Abfahrt und im Slalom erreichte er die Ränge 10 und 9. Erfolgreicher verliefen zwei Jahre später die im heimischen Cortina d’Ampezzo ausgetragene Weltmeisterschaften. Marcellin fuhr in allen drei Wettbewerben in die Medaillenränge. In der Abfahrt und in der Kombination belegte er jeweils hinter dem für Deutschland startenden Josef Jennewein den zweiten Platz, im Slalom wurde er Dritter. Nach Ende des Zweiten Weltkriegs erklärte der Internationale Skiverband (FIS) bei einem Kongress im Jahre 1946 auf Antrag der Skiverbände der Vereinigten Staaten, Österreichs und Belgiens diese Weltmeisterschaften nachträglich für ungültig, da viele Nationen aufgrund der politischen Umstände nicht daran teilnehmen konnten. Alle Medaillen verloren nach Beschluss der FIS ihren offiziellen Status und werden nicht mehr gezählt.
1946 wurde Marcellin in Madesimo ein zweites Mal italienischer Abfahrtsmeister. Bei den ersten 3-Tre-Rennen 1950 belegte er Platz zwei im Riesenslalom und Platz drei in der Kombination. Im Lauf seiner Karriere bestritt er etwa 1000 Skirennen.